# 蠍魚屬

蠍魚屬（學名：Scorpis）為日鱸目蠍魚科的一屬，傳統上歸類於鱸形目鿳科。

## 分類
本屬傳統被歸類為舵魚科之一屬，但原有的舵魚科存有併係群問题，於是分類學者拆分出蠍魚科，本屬是其四個屬之一。
本屬包含5個種：
- 灰蠍魚 Scorpis aequipinnis Richardson, 1848
- 智利蠍魚 Scorpis chilensis Guichenot, 1848
- 橫帶蠍魚 Scorpis georgianus Valenciennes, 1832
- 線紋蠍魚 Scorpis lineolatus Kner, 1865
- 紫色蠍魚 Scorpis violaceus  (Hutton, 1873)

## 外部連結
- 维基共享资源上的相關多媒體資源：蠍魚屬